# Fernando Brito
Fernando Brito (Pampilhosa da Serra, 1957) é um pintor português.
Fez o curso de pintura na Escola Superior de Belas-Artes de Lisboa. Pintor ligado à pop art, formou com Júlio Alves e Paulo Seabra a República Independente da Parede, tendo igual pertencido ao Grupo Homeostético. Sua obra remete aos contemporâneos norte-americanos, destacando-se o gosto pelo abstraccionismo geométrico. 
Como professor de Educação Visual na Esc. Sec. Dr. Ginestal Machado (Santarém) durante os anos 80 e 90, inspirou toda uma geração, desvendando-lhes caminhos artísticos até então afastados dos currículos ortodoxos. É actualmente professor de Artes Plásticas na Escola Superior de Artes e Design das Caldas da Rainha.
Encontra-se colaboração da sua autoria na revista Arte Opinião  (1978-1982).